# Eucteniza relata
Eucteniza relata är en spindelart som först beskrevs av O. Pickard-Cambridge 1895.  Eucteniza relata ingår i släktet Eucteniza och familjen Cyrtaucheniidae. Inga underarter finns listade i Catalogue of Life.